# Racin Gardner
Slick Racin Gardner (Buellton, 25 de fevereiro de 1972) é um ex-automobilista norte-americano.

## IRL
Gardner teve apenas uma corrida disputada na IRL (futura IndyCar Series) em sua carreira. Foi justamente em 1996, ano de estreia da categoria.
Inscrito apenas para as Indy 500 do mesmo ano, em uma associação entre as equipes Dick Simon e Scandia, Gardner ocupou o lugar da compatriota Lyn St. James durante os treinos. Largou na vigésima-quinta posição, completou a prova neste mesmo posto. Antes, no GP de Phoenix, falhou em tentar uma vaga no grid.
Sua presença na temporada 1996-97 era cogitada, mas Gardner não conseguiu encontrar vaga em nenhuma equipe. Desiludido por encontrar-se desempregado, resolveu parar de correr no final da década de 1990.

## Desempenho nas 500 Milhas de Indianápolis
| Ano  | Chassi | Motor       | Largou em | Chegou em | Equipe        |
| ---- | ------ | ----------- | --------- | --------- | ------------- |
| 1996 | Lola   | Cosworth XB | 25º       | 25º       | Simon/Scandia |